# مانويل بينيت
مانويل بينيت (بالإنجليزية: Manuel Bennett)‏ هو فنان أمريكي، ولد في 13 أكتوبر 1921 في فيلادلفيا في الولايات المتحدة.